# Джейсон Коннері
Джейсон Джозеф Коннері (англ. Jason Joseph Connery; нар. 11 січня 1963) — шотландський актор.

## Біографія
Джейсон Коннері народився 11 січня 1963 року. Коннері виріс в Лондоні, син шотландського актора Шона Коннері.

## Кар'єра
Коннері зіграв багато ролей в театрі і згодом у декількох фільмах категорії B. Його кінодебют відбувся в  Лорди (1983). Після ролі Робіна Гуда, Джейсона починають активно запрошувати на різні ролі. Серед його робіт такі фільми, як «Експрес до Бейджина» в 1995 році, «Макбет» в 1997 році, «Повернення Багдадського злодія» в 1999 році «Шанхайський полудень» 2000 року «Виконавець бажань 3: Диявольський камінь» у 2001 році, в тому ж році «Реквієм» і «Інтимні моменти» в 2005 році.
Після успіху на акторському терені, стає режисером і продюсером в компанії «Unconditional Entertainment», очолюваної самим Джеймсом і Ріки Масларом.
В рамках партнерських відносин з фондом нового кіно «Coventry University's» і незалежною групою кінематографістів «Independent Filmmakers Group» Джейсон веде роботу з навчання та підтримки нового покоління кінематографістів.
Незважаючи на активну режисерську діяльність, Джейсон Коннері продовжує зніматися в кіно. Серед його недавніх робіт такі фільми, як: «Швидкість», «Wired», «Лінія», «Chinaman's Шанс», «Жага крові війна», «Один у темряві 2», «Печера дракона», «Покаяння» і «Скляний дім».

## Особисте життя
Коннері був одружений з актрисою Міа Сара в 1996 році, але вони розлучилися в 2002 році.

## Фільмографія
Актор
- Меч (2011) — Роберт Тісдейл
- Мислити як злочинець: Поведінка підозрюваного / Criminal Minds: Suspect Behavior (2011) (серіал) — Джон Clayford
- Kane & Lynch 2: Dog Days (2010) (. Комп гра) — Глейзер
- Старий Захід (2010) — Френк
- Наступна Word (2010) — Том
- У пошуках Санта Лапуса / пошук Санта Лапи (2010) — Хаггіс
- Печера дракона / Мандри дракона (2009) — Гуріон
- Покаяння / Покаяння (2009) — агент ФБР
- La Linea — Line (2008) — Рендалл
- Провідний (2008) — Marchon
- Жага: Війна крові / Жага: Blood War (2008) — Клавдій
- Один у темряві 2 / Один в темряві II (2008) — Паркер
- Шанс китайця / Chinaman's Шанс (2008) — Сем
- Швидкість (2007) — Mic
- Братство крові / Brotherhood крові (2007) — Кітон
- Нічні небеса / Night Skies (2007) — Річард
- Випадкове Різдво / Випадкове Різдво (2007) — Майлс
- Володар перснів: Битва за Середзем'я II — Повстання Король-чарівник (2006) (комп гра). — Капітан Carthedan / Karsh Whisperer
- Велика подорож / The Wild (2006)
- Загублене місто / Hoboken Hollow (2006) — Тревор Ллойд
- На краю Єрихону / дальній стороні Єрихона (2006) — Джон
- Швидкість світла / Lightspeed (2006) … Даніель Leight / Lightspeed
- Любительський (2005) — Man On Телебачення
- Інтимні моменти / Приватні Моменти (2005) — Джилліан
- Тролі / Trollz (2005) (серіал) — пан Trollheimer Star
- Зоопарк у взуттєвій коробці / Зоопарк у взуттєвій коробці (2004) (серіал) — Папа
- Гаджет та Gadgetinis (2003) (серіал)
- Діти свободи / Liberty's Діти: Est. 1776 (2002) (серіал)
- Джордж Лопез / George Lopez (2002—2007) (серіал) — Майк
- Виконавець бажань 3: Диявольський камінь / Wishmaster 3: Beyond Ворота пекла (2001) — професор Джоел Бараш
- Мері-Кейт і Ешлі в дії / Мері-Кейт і Ешлі в дії! (2001—2002) (серіал) — Беннінгтон
- Ніколас / Nicolas (2001)
- Реквієм / Requiem (2001) … Г-н Хантер
- Таємниці Смолвіля / Smallville (2001—2011) (серіал) — Домінік Senatori
- Шанхайський полудень / Shanghai Noon (2000) — Ендрюс
- Смуга / Смуга (1999) (серіал) — Рей Тягар
- Історія міських примар / Міський Ghost Story (1998) — Джон Фокс
- Мерлін: Перше чарівництво / Merlin (1998) — Молодий Мерлін
- Макбет / Macbeth (1997) — Макбет
- Північ у Санкт-Петербурзі (1996) — Микола Петров
- Чудова п'ятірка / Famous Five (1996—1997) (серіал) — Джефф Томас
- Спадкоємець / Наступник (1996) — Пітер Рирдон / Романов
- Експрес до Пекіна / Експрес до Пекіна (1995) — Нік
- Джаміля / Джаміля (1994) — Данияр
- Краса і Звір (1992) — Звір
- Інша сторона Раю (1992) — Кріс Мастерс
- Рятівна пустеля / Рятівна пустеля (1992) — Henno Мартін
- Спалювання Shore (1991) — Майкл Кортні
- Шпигун. Таємне життя Яна Флемінга / Таємне життя Яна Флемінга (1990) — Ян Флемінг
- Танк Маллинг (1989) — Dunboyne
- Експрес на Касабланку / Casablanca Express (1989) — Алан Купер
- Кіт у чоботях / Кіт у чоботях (1988) — Корін
- Ленін. Поїзд / Ленін: Поїзд (1988) — Девід
- Прощай, малятко / Bye Bye для дітей (1988) — Марчелло
- Робін з Шервуда (1986) (серіал) — Роберт Хантінгдон / Робін
- Венеційка / La Venexiana (1986) — Жюль
- Катастрофа / Casualty (1986—2014) (серіал) — Джеймс Данхем
- Потойбічний світ / світи за (1986—1988) (серіал)
- Хлопець, у якого було все / хлопчик, який все (1985) — Джон Кіркланд
- Немо / Nemo (1984) — Nemo
- Перша Олімпіада: Афіни 1896 / Перші Олімпійські ігри: Афіни 1896 (1984) (серіал) — Томас Pelham Curtis
- Лорди дисципліни / Лорди дисципліни (1983) — Маккіннон
- Доктор Хто / Doctor Who (1963—1989) (серіал) — Jondar